# Firaxis Games
Firaxis Games ist ein Computerspielentwickler aus den USA und wurde 1996 von Sid Meier und Jeff Briggs gegründet, nachdem diese ihre alte Firma MicroProse verlassen hatten. Der Firmenname ist ein Portmanteauwort aus „fiery“ (englisch: feurig) und „axis“ (englisch: Achse). Der Begriff war ursprünglich der Name eines Lieds des damaligen CEOs Jeff Briggs. Das Studio entwickelt vornehmlich Strategiespiele, insbesondere Globalstrategiespiele, und gilt mittlerweile als eine Art spiritueller Nachfolger von MicroProse, welches 2003 effektiv zerschlagen wurde.
Nach einigen frühen Erfolgen verließ Designer Brian Reynolds das Unternehmen Anfang 2000 überraschend, aber einvernehmlich. Firaxis warb in der Folge eine Reihe von Industrieveteranen an, um den Wachstumskurs des Unternehmens fortzusetzen. 2004 wurde Jeff Briggs für seine Unternehmensführung als CEO of the Year ausgezeichnet. 2005 wurde Firaxis von Take 2 Interactive aufgekauft und ist seitdem Teil von dessen Publishing-Label 2K Games.
Anfang 2023 verließen Creative Director Jake Solomon und Studio Head Steve Martin Firaxis nach jeweils über 20 Jahren Betriebszugehörigkeit im gegenseitigen Einvernehmen.
Firaxis hat bereits über ein Dutzend Spiele entwickelt und veröffentlicht, unter anderem Sid Meier's Gettysburg! und Sid Meier's Antietam! über die Schlachten des Amerikanischen Bürgerkrieges. SimGolf war eine Co-Production mit Will Wright, bekannt durch SimCity und Die Sims. Sid Meier’s Alpha Centauri ist ein Spiel über die Kolonisierung des fiktiven Planeten „Chiron“ im Alpha-Centauri-System. Am bekanntesten wurde Firaxis Games durch die von Sid Meier aus der Taufe gehobene Civilization-Reihe, die Stand 2024 aus sechs Hauptreihentiteln besteht.
Zu den bekannten Veröffentlichungen von Firaxis Games zählen Neuauflagen der Spieleklassiker Pirates! (November 2004) und Colonization (September 2008) sowie Civilization: Beyond Earth (Oktober 2014), XCOM 2 (Februar 2016) und Civilization VI (Oktober 2016).

## Veröffentlichte Spiele
- Sid Meier’s Gettysburg! (1997)
- Sid Meier’s Antietam! (1998)
- Sid Meier’s Alpha Centauri (1999)
  - Sid Meier’s Alien Crossfire (Add-on, 1999)
- Sid Meier's Civilization III (2001)
  - Sid Meier’s Civilization III: Play the World (Add-on, 2002)
  - Sid Meier’s Civilization III: Conquests (Add-on, 2003)
- Sid Meier’s SimGolf (2002)
- Sid Meier's Pirates! (2004)
- Sid Meier's Civilization IV (2005)
  - Sid Meier’s Civilization IV: Warlords (Add-on, 2006)
  - Sid Meier’s Civilization IV: Beyond the Sword (Add-on, 2007)
- Sid Meier’s Railroads! (2006)
- Civilization Revolution (2008)
- Sid Meier’s Civilization IV: Colonization (2008)
- Civilization V (2010)
  - Sid Meier's Civilization V: Gods & Kings (Add-on, 2012)
  - Sid Meier’s Civilization V: Brave New World (Add-on, 2013)
- XCOM: Enemy Unknown (2012)
  - XCOM: Enemy Within (Add-on, 2013)
- Haunted Hollow (2013)
- Sid Meier’s Ace Patrol (2013)
- Sid Meier’s Civilization: Beyond Earth (2014)
  - Sid Meier’s Civilization: Beyond Earth - Rising Tide (2015)
- XCOM 2 (2016)
  - XCOM 2: War of the Chosen (Add-on, 2017)
- Civilization VI (Oktober 2016)
  - Sid Meier’s Civilization VI: Rise and Fall (Add-on, 2018)
  - Sid Meier’s Civilization VI: Gathering Storm (Add-on, 2019)
- Marvel’s Midnight Suns (2022)
- Civilization VII (2025)